# Organopalladiumchemie
In de organopalladiumchemie worden verbindingen bestudeerd waarin een directe chemische binding optreedt tussen koolstof en palladium. Aangezien palladium een metaal is, vormt de organopalladiumchemie een subdiscipline van de organometaalchemie. Palladium wordt vaak toegepast als katalysator bij de reductie van alkenen en alkynen met waterstof. Tijdens de reductie ontstaat een covalente palladium-koolstofbinding. Palladium treedt ook veelvuldig op in koppelingsreacties tussen koolstofatomen, zoals in de tandemreacties.

## Jaartallen uit de geschiedenis
| jaar | |
| ---- | --- |
| 1873 | Reductie van benzofenon met behulp van palladium en waterstof door Zaitsev.                                                          |
| 1894 | Reductie van palladium(II)chloride door etheen.                                                                                      |
| 1907 | De autoclaaftechniek wordt door W. Ignatieff geïntroduceerd. Hiermee wordt het mogelijk hydrogeneringen bij hoge druk uit te voeren. |
| 1956 | In het Wacker-proces is het mogelijk etheen en zuurstof onder invloed van de katalysator PdCl2/CuCl2 tot aceetaldehyde om te zetten. |
| 1972 | In de Heck-reactie worden een halogenide en een alkeen met elkaar gekoppeld onder invloed van Pd(0) als katalysator.                 |
| 1973 | Met de Trost asymmetrische allylische alkylering wordt een nucleofiele substitutie gevonden.                                         |
| 1975 | In de Sonogashira-koppeling wordt een eindstandig alkyn gekoppeld aan aryl- of vinylhalogeniden.                                     |

## Overzicht
In tegenstelling tot de chemie van de elementen in de kopergroep, worden in de organopalladiumchemie nauwelijks isoleerbare verbindingen aangetroffen, de nadruk ligt op de vele reactieve intermediairen.
Het voordeel daarvan is dat doorgaans gebruikgemaakt kan worden van katalytische hoeveelheden van het metaal.

### Pd-alkeen-complexen
Met alkenen vormt palladium een pi-complex dat vervolgens met een groot aantal nucleofielen kan reageren op dezelfde manier als in de oxymercurering gebeurt. De koolstof-palladiumbinding wordt daarna tijdens een reductie- of eliminatiereactie verwijderd. In het industrieel belangrijke Wacker-proces wordt etheen omgezet in aceetaldehyde met behulp van palladium(II)chloride.

### Pd allyl-complexen
Allylverbindingen met een goede leaving group reageren met palladium(II)zouten tot pi-allylcomplexen met een hapticiteit van 3, zoals het allylpalladiumchloride-dimeer. Deze stoffen zijn zeer reactief en reageren met carbanionen (bijvoorbeeld malonaten) of met amines in een allische aminering zoals hieronder aangegeven (tri-ethylfosfiet is als ligand aanwezig, DBU neutraliseert de vrijkomende protonen die anders in THF tot isomerisatie zouden leiden.
Allylpalladium-intermediairen spelen ook een belangrijke rol in de Tsuji–Trost-reactie, de Carroll-omlegging en de Saegusa–Ito-oxidatie.
In 2007 is een reactie beschreven waarin een allylisch waterstofatoom (en geen echte leaving group) vervangen wordt door een aminefunctie.

### Pd sigma-complexen
Van een aantal organische groepen is inmiddels een sigma-complex met palladium beschreven. Momenteel (2011) is dit het geval voor alkyl-, vinyl-, aryl- en alkynylgroepen. De metaal-koolstofbindingen omvatten zowel Pd-C(sp3) als Pd-C(sp2) en Pd-C(sp) gehybridiseerde koolstof. De stabiliteit van de bindingen, gebaseerd op de bindingsenergieën, verloopt van Pd-alkynyl > Pd-vinyl ≈ Pd-aryl > Pd-alkyl. De bindingslengte van de metaalkoolstofbinding verloopt net andersom: Pd-alkynyl < Pd-vinyl ≈ Pd-aryl < Pd-alkyl.

### Pd inschuifverbindingen
Sommige Pd(0)-verbindingen, verbindingen waarin palladium de valentiewaarde nul heeft, zoals tris(dibenzylideenaceton)dipalladium(0) en tetrakis(trifenylfosfine)palladium(0), reageren met R-X in een oxidatieve additie tot R-Pd-X intermediairen met een covalente Pd-C binding. Dit gedrag vormt de basis voor een groot aantal zogenaamde koppelingsreacties. Een voorbeeld hiervan is de Sonogashira-reactie:
Palladium(II)trifluoracetaat - Pd(TFA)2 - is effectief in het decarboxileren van aromatische verbindingen:
In het voorgestelde reactiemechanisme vervangt de Pd(II)verbinding het proton van de carbonzuurgroep waarbij een TFA-groep wordt afgestaan. Koolstofdioxide komt vervolgens vrij in een eerste-ordereactie. Trifluorazijnzuur vernietigt vervolgens de gevormde Ar-Pd-TFA-complex zonder dat palladium van oxidatiegetal verandert. Het metaal blijft dus beschikbaar als katalysator.

## Organopalladium(IV)verbindingen
De eerste organopalladium(IV)verbinding is in 1986 beschreven, het is het complex Me3Pd(IV)Ibpy met bpy als het bidentaatligand 2,2'-bipyridine. De verbinding werd gesynthetiseerd uit methyliodide en Me2Pd(II)bpy.
Palladiumverbindingen danken hun reactiviteit grotendeels aan het gemak waarmee Pd(0)- en Pd(II)-intermediairen in elkaar worden omgezet. Er is echter geen overtuigend bewijs voor de omzetting tussen Pd(II)- en Pd(IV)-overgangen in organometaalreacties. Er is één reactie beschreven (in 2000) waarin een dergelijke overgang in het reactiemechanisme verondersteld werd.
De Heck-reactie wordt gevolgd door een 1,5-hydrideshift waarin een rol was weggelegd voor een Pd(IV)-metallacycle:
In gerelateerde reacties blijft palladium tweewaardig tijdens de hydrideshift:

## Navigatie
Navigatie Koolstof-elementbinding